# DFS Classic 2004
DFS Classic 2004 — жіночий тенісний турнір, що проходив на кортах з трав'яним покриттям Edgbaston Priory Club у Бірмінгемі (Велика Британія). Належав до турнірів 3-ї категорії в рамках Туру WTA 2004. Тривав з 7 до 13 червня 2004 року. Третя сіяна Марія Шарапова здобула титул в одиночному розряді.

## Фінальна частина

### Одиночний розряд
Марія Шарапова —  Татьяна Головін 4–6, 6–2, 6–1
- Для Шарапової це був 1-й титул за рік і 5-й — за кар'єру.

### Парний розряд
Марія Кириленко /  Марія Шарапова —  Ліза Макші /  Мілагрос Секера 6–2, 6–1
- Для Кириленко це був єдиний титул за сезон і 1-й — за кар'єру. Для Шарапової це був 2-й титул за сезон і 6-й — за кар'єру.